# Earl of Dumbarton

Wappen der Earls of Dumbarton erster Verleihung

Wappen des Earl of Dumbarton zweiter Verleihung

Earl of Dumbarton (historisch auch Dunbarton) ist ein erblicher britischer Adelstitel, der zweimal verliehen wurde, davon je einmal in der Peerage of Scotland und in der Peerage of the United Kingdom.
Der Titel ist nach der schottischen Stadt Dumbarton in West Dunbartonshire benannt.

## Verleihungen

### Erste Verleihung
Zum ersten Mal wurde der Titel am 9. März 1675 in der Peerage of Scotland für Lord George Douglas, den jüngeren Bruder des 1. Earl of Selkirk aus der Familie Douglas geschaffen. Zusammen mit dem Earldom wurde ihm in der Peerage of Scotland der nachgeordnete Titel Lord Douglas of Ettrick verliehen. Beim Tod seines Sohnes, des 2. Earls erloschen beide Titel 1749.

### Zweite Verleihung
Mehr als 250 Jahre nach dem Tod des letzten Titelinhabers kündigte Königin Elizabeth II. an, ihrem Enkel Prinz Harry anlässlich seiner Hochzeit am 19. Mai 2018 den Titel Earl of Dumbarton verleihen zu wollen. Der Titel wurde ihm zusammen mit dem Titel Baron Kilkeel als nachgeordneter Titel zum Dukedom of Sussex in der Peerage of the United Kingdom durch Letters Patent am 16. Juli 2018 verliehen.
Archie of Sussex stünde als erstgeborenem Sohn und somit Heir Apparent des Duke of Sussex seit Geburt ebenfalls der Höflichkeitstitel Earl of Dumbarton zu. Die Eltern machten jedoch deutlich, dass sie auf eine Benutzung des Earlstitels für ihren Sohn verzichten wollen.

## Liste der Earls of Dumbarton

### Earls of Dumbarton, erste Verleihung (1675)
- George Douglas, 1. Earl of Dumbarton (1635–1692)
- George Douglas, 2. Earl of Dumbarton (1687–1749)

### Earls of Dumbarton, zweite Verleihung (2018)
- Prince Harry, Duke of Sussex, Earl of Dumbarton (* 1984)

Titelerbe (Heir Apparent) ist der Sohn des aktuellen Titelinhabers, Prince Archie of Sussex (* 2019).